# Bruno Demke

Bruno Demke

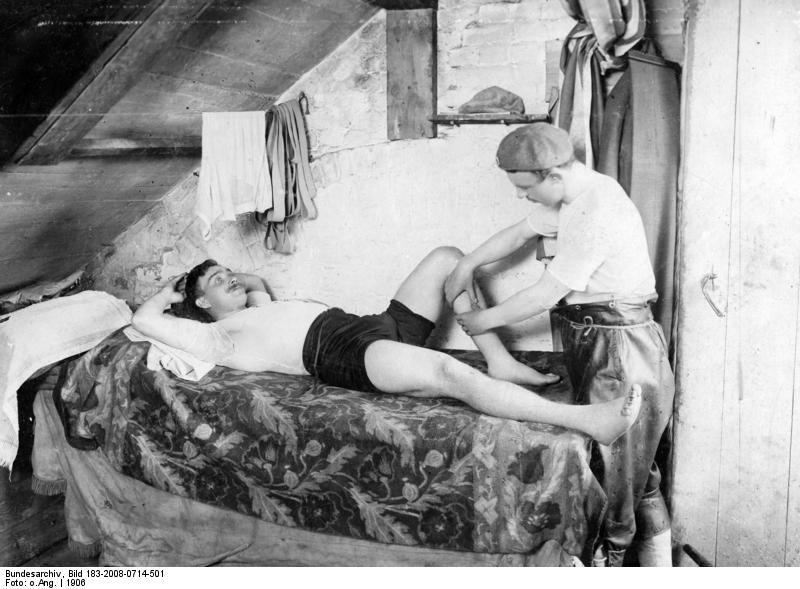
Bruno Demke wird vor einem Rennen auf der Radrennbahn in Steglitz massiert (1906)

Bruno Demke (* 27. August 1880 in Berlin; † 24. August 1916 in Döberitz) war ein deutscher Radrennfahrer.
Bruno Demke gehörte von 1902 bis 1914 zur ersten Garde der deutschen Steher. Er war beim Publikum äußerst beliebt und gewann zahlreiche bedeutende Rennen wie etwa 1904 den Großen Preis von Hamburg und das Goldene Rad von Berlin und den Großen Preis von Europa im Jahre 1910. Der ganz große internationale Erfolg jedoch blieb ihm versagt.
Bei Kriegsausbruch wurde Demke Flugzeugführer. Am 24. August 1916 starb er bei einem Absturz auf dem Flugplatz Döberitz.